# Franc Zadravec
Franc Zadravec [fránc zádravec], slovenski literarni zgodovinar, * 27. september 1925, Stročja vas, † 24. julij 2016, Gornji Grad.

## Življenje
Rodil se je očetu kmetu Andreju in materi Mariji (roj. Kikec).
Po končani murskosoboški gimnaziji se je leta 1947 vpisal na študij slovenistike in rusistike na Filozofski fakulteti in leta 1952 diplomiral. Deset let pozneje pa tam tudi doktoriral s tezo Miško Kranjec 1908–1935. Med letoma 1952 in 1957 je poučeval slovenščino na gimnaziji v Murski Soboti, kjer je ustanovil in prvi vodil Študijsko knjižnico, nato pa zasedel mesto asistenta za novejšo slovensko literarno zgodovino na Oddelku za slovanske jezike in književnosti na Filozofski fakulteti. Leta 1973 je postal redni profesor, ob upokojitvi leta 1993 pa zaslužni profesor. Leta 1979 je bil izvoljen za dopisnega in 1985 za rednega člana SAZU. Kot gostujoči profesor je predaval na tujih univerzah v Novem Sadu, Celovcu, Trstu, Innsbrucku, Regensburgu, Berlinu. Opravljal je delo urednika oziroma sourednika revij Svet ob Muri, Jezik in slovstvo, Panonski zbornik, Slavistična revija (odgovorni urednik 1981-97) ter knjižnih zbirk Naša beseda in Beseda sodobnih jugoslovanskih pisateljev. 
Za svoje delo je dobil leta 1984 Kidričevo nagrado, leta 1980 je bil odlikovan z redom zaslug za ljudstvo s srebrnimi žarki in 1996 s srebrnim častnim znakom RS.

## Znanstveno delo
Zadravec se je ukvarjal z zgodovino novejše slovenske književnosti od naturalizma in simbolizma dalje. Z vidika pisateljevega odnosa do družbene stvarnosti je obravnaval dela Cankarja. Zanimali sta ga Murnova in Župančičeva lirika, Gradnik in Grum, osrednja tema njegovih obravnav je Kranjec. Pisal je o delih Srečka Kosovela, Josipa Vidmarja (monografija), Ivana Preglja, Franceta Bevka, slovenski koroški književnosti (Voranc) in slovenskem romanu 20. stoletja.

## Izbrana bibliografija
- Miško Kranjec (1908–1935) (1963) (COBISS)
- Literarna esejistika in kritika (v: Slovenska književnost 1945–1965 II, 1967)
- Zgodovina slovenskega slovstva V–VII  (soavtor Jože Pogačnik, 1970, 1972) (COBISS)
- Slovenska besedna umetnost v prvi polovici dvajsetega stoletja (1974) (COBISS)
- Literarni teoretik in kritik Josip Vidmar (1976) (COBISS)
- Elementi slovenske moderne književnosti (1980) (COBISS)
- Umetnikov »črni piruh«. Slovstvene razlage in primerjave (1981) (COBISS)
- Alojz Gradnik (1981) (COBISS)
- Srečko Kosovel. 1904–1926 (1986) (COBISS)
- Poet prekmurskih ravnin: Miško Kranjec 1908–1983 (1988) (COBISS)
- Cankarjeva ironija (1991) (COBISS)
- Slovenska ekspresionistična literatura (1993) (COBISS)
- Slovenski roman dvajsetega stoletja, 1–3 (1997, 2003, 2005) (COBISS) (COBISS)
- Pesnik Alojz Gradnik (1882–1967) (1999) (COBISS)
- Slovenska književnost II (Moderna – Ekspresionizem – Socialni realizem) (1999) (COBISS)
- Slovenska književnost III (soavtor), 2001
- Sto slovenskih pesnikov (soavtor Igor Grdina, 2004) (COBISS)
- Miško Kranjec 1908–1983: monografija (2007) (COBISS)
- Pesništvo in prostost: izbor študij in razprav (2008) (COBISS)
- Zvezde kresnih večerov: Razgledi po nagrajenih romanih (2010) (COBISS)
- Satira in groteska v slovenski literaturi : študije o slovenski književnosti (2010)
- Slovenski narodnoobrambni in protivojni roman (2011) (COBISS)
- Pesem, ki te pomni: Utrinki iz slovenske domovinske poezije 20. stoletja (2013) (COBISS)